# Syngramma dayi
Syngramma dayi är en kantbräkenväxtart som först beskrevs av Richard Henry Beddome, och fick sitt nu gällande namn av Richard Henry Beddome. Syngramma dayi ingår i släktet Syngramma och familjen Pteridaceae. Inga underarter finns listade.